# Zengi

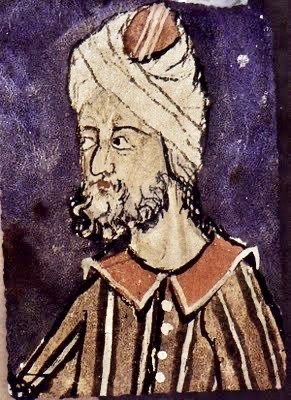
Imad al-Din Zengi

Dominios de Zengi.

Imad ad-Din Atabeg Zengi (también Zangi, Zengui, Zenki o Zanki; en turco İmadeddin Zengi, en árabe: عماد الدین زنكي‎) (h. 1085-14 de septiembre de 1146) fue el hijo de Aq Sunqur al-Hajib, gobernador de Alepo bajo Malik Shah I. Su padre fue decapitado por traición en 1094 y Zengi fue criado por Kerbogha, el gobernador de Mosul.
Zengi fue nombrado atabeg de Mosul en 1127 y de Alepo en 1128, uniendo las dos ciudades bajo su mando y unificando gran parte de Siria. El joven sultán selyúcida Mahmud II —a quien Zengi había apoyado contra su rival, el califa abasí Al-Mustárshid— le invistió gobernador de ambas. 
En 1144 tomó Edesa con treinta mil soldados, destruyéndola por completo y quemando la ciudadela con los cristianos atrincherados en ella, en la que se podría considerar la primera campaña exitosa de los turcos contra los Estados cruzados y que supuso la desaparición del más oriental de entre ellos. 
En 1146 un esclavo cometió una falta en su presencia y Zengi le dijo que al día siguiente lo mataría; sin nada que perder, el esclavo lo mató mientras dormía.